# Sun Mengran
Sun Mengran (xinès simplificat: 孙梦然, pinyin: Sūn Mèngrán; Tianjin, 16 de juliol de 1992) és una jugadora de bàsquet xinesa, pivot al Sichuan Jinqiang.
Començà a jugar als Bayi Kylin, però el 2021 fitxa per l'equip de Sichuan. Amb la selecció nacional xinesa, va participar al Campionat del Món FIBA 2014, i als Jocs Olímpics del 2020, on va ser una de les principals jugadores. Tanmateix, per a la Copa asiàtica de bàsquet femení del 2021, celebrada a Jordània, abandonà la convocatòria per a deixar lloc a Yang Hengyu.